# Bonzai Linux
Bonzai Linux fue una minidistribución, de origen alemán, del sistema operativo GNU/Linux, basada en Debian, que poseía soporte mayoritario para los idiomas alemán e inglés, se instalaba en modo texto y que poseía unos 180 MB de tamaño, alcanzando, por ejemplo, dentro de un Mini-CD, en un CD-R o en un CD-RW. Dentro de su pequeño tamaño, incluía una versión estable de KDE, la cual era modificada para poder tener una instalación más sencilla.
Bonzai Linux era conocida como "miniwoody", nombre que hacía referencia a la versión 3.0 de Debian, bajo la que estaba basada, que llevaba por nombre clave Woody.
La versión 3.1, fue la única que poseía a Xfce como entorno de escritorio, en vez de KDE.
El último lanzamiento conocido tenía la versión 3.2, del 14 de enero de 2004.

## Publicaciones
| Versión | Fecha de publicación |
| ------- | -------------------- |
| 1.5     | 20/05/2003           |
| 1.6     | 02/06/2003           |
| 1.7     | 05/06/2003           |
| 1.8     | 18/06/2003           |
| 2.0     | 20/06/2003           |
| 2.1     | 23/06/2003           |
| 3.1     | 14/11/2003           |
| 3.2     | 14/01/2004           |